# Sällskapslek (film)
Sällskapslek är en svensk svartvit dramafilm från 1963 i regi av Torgny Anderberg. I rollerna ses bland andra Stig Järrel, Isa Quensel och Edvin Adolphson.

## Om filmen
Filmens förlaga var pjäsen med samma namn skriven av Erland Josephson, vilken hade uruppförts på Göteborgs Stadsteater 8 maj 1955. Josephson skrev även filmmanuset tillsammans med Stig Ossian Ericson. 
Inspelningen ägde rum 1962 i Svenska AB Nordisk Tonefilms studio samt i Djursholm. Produktionsledare var Georg Eriksson, fotograf Max Wilén och klippare Carl-Olov Skeppstedt. Musiken komponerades av Torbjörn Iwan Lundquist. 
Filmen premiärvisades den 16 december 1963 på biograferna Alcazar och Sergel i Stockholm. Den var 92 minuter lång och tillåten från 15 år.

## Handling
I en storartad villa i Djursholm bor den 25-årige grevesonen Henrik tillsammans med sin familj. Han förälskar sig i folkskolläraren Marianne Olsson, vilket dock också hans far gör. Marianne bestämmer sig för att lämna maken, men ångrar sig i sista stund och tar med sig honom, allt för att han inte ska bli en kopia av sin far.

## Rollista
- Stig Järrel – greve Carl Stjernesten
- Isa Quensel – Agda Stjernesten, Carls fru
- Edvin Adolphson – överste Gustav Grepe
- Hjördis Petterson	– Stina Grepe, Gustavs fru, Agdas syster
- Göran Graffman – Henrik (Carl) Stjernesten, student, Carls och Agdas son
- Monica Nielsen – Marianne Olsson, folkskollärare, Henriks fästmö
- Nils Hallberg – Karlsson, betjänt
- Monica Ekberg – Elsa, Stjernestens hembiträde
- Olle Björling – Nicke, student, Henriks vän
- Nils Kihlberg – verkmästare Olsson, Mariannes far
- Inga-Bodil Vetterlund – fru Olsson, Mariannes mor
- Hugo Björne – Malcolm, överstens gamle kamrat
- Per-Axel Arosenius – prästen

### Fotnoter
1. 1 2 3  ”Sällskapslek”. Svensk Filmdatabas. http://sfi.se/sv/svensk-filmdatabas/Item/?itemid=4676&type=MOVIE&iv=Basic&ref=/templates/SwedishFilmSearchResult.aspx?id%3d1225%26epslanguage%3dsv%26searchword%3dS%C3%A4llskapslek%26type%3dMovieTitle%26match%3dBegin%26page%3d1%26prom%3dFalse. Läst 25 mars 2013.